# S. P. Somtow

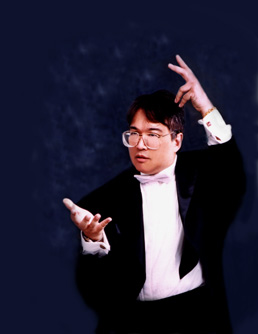
S. P. Somtow

S. P. Somtow (eigentlich Somtow Papinian Sucharitkul; * 30. Dezember 1952) ist ein thailändischer Autor, Komponist und Filmregisseur. Sein schillerndes Auftreten und sein ätzender Humor haben ihn zu einer internationalen Medienpersönlichkeit gemacht.

## Leben
Somtow wurde in Bangkok geboren. Die Schwester seines Großvaters war die Königin von Siam, sein Vater ist international bekannter Jurist und Vizepräsident der International Academy of Human Rights. Somtow studierte in Cambridge und Eton. Bekannt wurde er durch die Musik: In den 1970er Jahren (noch auf dem College) wurden seine Kompositionen auf vier Kontinenten aufgeführt, er selbst war Repräsentant der Asian Composers League und der International Music Commission der UNESCO.
Somtow ist der erste Komponist, der klassische thailändische mit westlichen Instrumenten kombiniert (1975: "Views from the Golden Mountain"). Diese avantgardistischen Kompositionen lösten Kontroversen und Skandale in seinem Heimatland aus. Ende der 70er Jahre fing Somtow an, zu schreiben. Unter seiner Leitung fand im Januar 2005 eine Aufführung von Mozarts Requiem in der von ihm ins Leben gerufenen Bangkok Opera statt, bei der eine Mio. Baht für die Opfer des Tsunamis am 26. Dezember 2004 gesammelt werden.
Als er in den USA lebte, begann er Science-Fiction-Romane in englischer Sprache zu schreiben, zum Beispiel die Serien Mallworld, Inquestor und Aquila. Später wandte er sich dem Horror-Genre zu und schrieb den Roman Vampire Junction, dessen Vampir das klassische Bild des „Rock'n'Roll“-Vampirs der 80er Jahre prägte. Seine anderen Horror-Romane handeln von Werwölfen im Wilden Westen (Moon Dance) oder Zombies im Amerikanischen Bürgerkrieg (Darker Angels). Zusätzlich veröffentlichte er zwei Kurzgeschichten-Sammlungen: Tagging the Moon – Fairy Tales of L. A. und The Pavilion of Frozen Women. Somtow war 1998 bis 2000 Präsident der Horror Writers Association.
Somtow, der mehrere Sprachen spricht (auch Deutsch) wagte einige Ausflüge ins Film-Genre, führte Regie bei dem Filmklassiker The Laughing Dead und dem preisgekrönten Film I'll Met by Moonlight.

## Auszeichnungen
- 1991: HOMer Award für Moon Dance
- 1997: International Horror Guild Award für Brimstone and Salt
- 2002: World Fantasy Award für The Bird Catcher

## Werke

### Mallworld
(als Somtow Sucharitkul)
- Mallworld, Starblaze / The Donning Company, 1981, ISBN 0-89865-161-1
  - Der intergalaktische Hypermarkt, Goldmann, 1986, Übersetzer Jürgen Saupe, ISBN 3-442-23442-5
- The Ultimate Mallworld, Meisha Merlin, 2000, ISBN 1-892065-07-X (Sammlung)
- The Ultimate, Ultimate, Ultimate Mallworld, Diplodocus Press, 2013, ISBN 978-1-940999-02-9 (Sammlung)
- Beyond Mallworld, Diplodocus Press, 2020, ISBN 978-1-940999-68-5

### Inquestor
(als Somtow Sucharitkul)
- Light on the Sound, Timescape / Pocket Books, 1982, ISBN 0-671-44028-4
  - Singt dem Inquestor dunkle Lieder, Goldmann, 1983, Übersetzer  Jürgen Saupe, ISBN 3-442-23429-8
- The Throne of Madness, Timescape / Pocket Books, 1983, ISBN 0-671-45439-0
  - Der dunkle Thron der Inquestoren, Goldmann, 1985, Übersetzer Bernd Müller und Anne Steeb-Müller, ISBN 3-442-23474-3
- Utopia Hunters, Bantam Books, 1984, ISBN 0-553-24526-0 (Sammlung)
- The Darkling Wind, Bantam Spectra, 1985, ISBN 0-553-24982-7

### Aquila
(als S. P. Somtow)
- 1 The Aquiliad, Timescape / Pocket Books, 1983, ISBN 0-671-45443-9
- 2 Aquila and the Iron Horse, Del Rey / Ballantine, 1988, ISBN 0-345-33868-5
- 3 Aquila and the Sphinx, Del Rey / Ballantine, 1988, ISBN 0-345-34791-9

### Valentine
(als S. P. Somtow)
- Vampire Junction, Starblaze / The Donning Company, 1984, ISBN 0-89865-367-3
  - Ich bin die Dunkelheit, Goldmann 1989, Übersetzer Thomas Görden, ISBN 3-442-08075-4
- Valentine, Gollancz, 1992, ISBN 0-575-05018-7
- Vanitas: Escape from Vampire Junction, Transylvania Press, 1995, ISBN 1-55135-003-3

### Die Außerirdischen – V
(als Somtow Sucharitkul)
- 7 The Alien Swordmaster, Pinnacle Books, 1985, ISBN 0-523-42441-8
  - Der fremde Ninja, Goldmann, 1990, Übersetzerin Monika Paul, ISBN 3-442-23721-1
- 16 Symphony of Terror, Tor, 1988, ISBN 0-812-55482-5
  - Symphonie des Schreckens, Goldmann, 1989, Übersetzerin Monika Paul, ISBN 3-442-23718-1

### Riverrun
(als S. P. Somtow)
- Riverrun, Avon Books, 1991, ISBN 0-380-75925-X
- Forest of the Night, AvoNova, 1992, ISBN 0-380-76628-0
- Yestern, Diplodocus Press, 1996, ISBN 978-0-9860533-9-9 (zuerst im Sammelband The Riverrun Trilogy erschienen, erst 2013 als eigenständiger Roman)

### The Crow
- The Temple of Night, HarperEntertainment, 1999, ISBN 0-06-107348-2

### Star Trek: The Next Generation
- Do Comets Dream?, Pocket Books, 2003, ISBN 0-7434-1130-7
  - Träumen Kometen?, Heyne, 2004, Übersetzer Andreas Brandhorst, ISBN 3-453-88016-1

### Einzelromane
- Starship and Haiku, Timescape / Pocket Books, 1981, ISBN 0-671-83601-3 (als Somtow Sucharitkul)
  - Das letzte Haiku verhallt, Goldmann, 1983, ISBN 3-442-23427-1
- The Fallen Country, Bantam Spectra, 1986, ISBN 0-553-25556-8 (als Somtow Sucharitkul)
  - Das andere Land, Goldmann, 1987, Übersetzer Andreas Brandhorst, ISBN 3-442-08547-0
- The Shattered Horse, Tor, 1986, ISBN 0-312-93730-X
- Forgetting Places, Tor, 1987, ISBN 0-312-93030-5
- Moon Dance, Tor, 1989, ISBN 0-312-93203-0
  - Wolfsruf, Goldmann, 1991, Übersetzer Christoph Göhler, ISBN 3-442-41502-0
- Fiddling for Waterbuffaloes, Pulphouse Publishing, 1992, ISBN 1-56146-547-X
- The Wizard’s Apprentice, Atheneum / Macmillan, 1993, ISBN 0-689-31576-7
- Jasmine Nights, Hamish Hamilton, 1994, ISBN 0-241-00200-1
  - Jasmin, Homer und das Chamäleon, Droemer Knaur, 1995, Übersetzerinnen Sonja Schuhmacher und Rita Seuss, ISBN 3-426-60374-8
- The Vampire’s Beautiful Daughter, Atheneum Books for Young Readers, 1997, ISBN 0-689-31968-1
- Darker Angels, Gollancz, 1997, ISBN 0-575-06122-7
  - Dunkle Engel, Festa, 2001, Übersetzerin Christel Roßkopf, ISBN 3-935822-09-X
- Bluebeard’s Castle, iUniverse, 2003, ISBN 0595659128
- The Other City of Angels, Diplodocus Press, 2007, ISBN 978-0-9800149-0-7

Werke ohne Autor in Klammern sind unter dem Namen  S. P. Somtow erschienen

### Sammlungen
- Fire from the Wine Dark Sea, Starblaze / The Donning Company, 1983, ISBN 0-89865-252-9 (als Somtow Sucharitkul)
- The Pavilion of Frozen Women, Gollancz, 1990, ISBN 0-575-06120-0
- Dragon's Fin Soup, Alexander Publishing, 1998, ISBN 1-893475-00-X
- Tagging the Moon: Fairy Tales from L.A., Night Shade Books, 2000, ISBN 1-892389-06-1
- Other Edens, Diplodocus Press, 2005, ISBN 0-9771346-8-7
  - Der Untergang von Eden, Festa, 2005, Übersetzer Alfons Winkelmann, ISBN 3-86552-030-8
- Opus 50, Diplodocus Press, 2008, ISBN 978-0-9800149-2-1
- Bible Stories for Secular Humanists, Diplodocus Press, 2013, ISBN 978-0-9860533-7-5
- Sonnets About Serial Killers, Diplodocus Press, 2013, ISBN 978-0-9800149-3-8
- My Cold Mad Father, Diplodocus Press, 2018, ISBN 978-1-940999-31-9
- Alien Heresies, Diplodocus Press, 2020, ISBN 978-1-940999-34-0